# Gangsters 2: Vendetta
Gangsters 2: Vendetta is een strategiespel van spelontwikkelaar Hothouse Creations voor de pc. Het spel werd uitgegeven op 1 juni 2001 door Eidos Interactive en is een vervolg op het zeer succesvolle Gangsters: Organized Crime. Net als in het eerste spel uit de serie speelt het verhaal zich af in New Temperance, een fictieve voorstad van Chicago.

## Vernieuwingen
De grootste vernieuwing was dat in tegenstelling tot het eerste spel, dat turnbased strategie was, dit spel realtime strategie is. Enkele andere belangrijke vernieuwingen in het spel zijn:
- Een dag en nacht cyclus
- Weerseffecten (Zon, bewolking, regen en sneeuw.)
- Drive-by schieten

## Ontvangst
Ondanks enkele goede vernieuwingen kreeg het spel veel kritiek te verduren van recensenten. Vooral het verplicht volgen van een verhaallijn en het ontbreken van een openwereld-modus werd niet gewaardeerd. De verkoopcijfers vielen daardoor enorm tegen, wat uiteindelijk de ondergang voor Hothouse Creations Ltd. betekende.
| Beoordeeld door                | Jaar | Score |
| ------------------------------ | ---- | ----- |
| PC Gamer Brasil                | 2001 | 91%   |
| ActionTrip                     | 2001 | 89%   |
| PC Gameplay (Benelux)          | 2001 | 79%   |
| GameSpot (Belgium/Netherlands) | 2001 | 75%   |
| Gamesmania                     | 2001 | 73%   |
| IGN                            | 2001 | 57%   |
| GamePro (SE)                   | 2001 | 42%   |
| Game Informer Magazine         | 2001 | 40%   |
| Game Revolution                | 2001 | 33%   |
| Computer Gaming World (CGW)    | 2001 | 30%   |